# Saint-Mars-la-Jaille
Saint-Mars-la-Jaille (bretonsko Sant-Marzh-an-Olivenn) je naselje in občina v francoskem departmaju Loire-Atlantique regije Loire. Leta 2012 je naselje imelo 2.427 prebivalcev.

## Geografija
Kraj leži v pokrajini Bretaniji na meji z Anjoujem, 52 km severovzhodno od Nantesa.

## Uprava
Občina Saint-Mars-la-Jaille skupaj s sosednjimi občinami Anetz, Ancenis, Belligné, Bonnœuvre, La Chapelle-Saint-Sauveur, Couffé, Le Fresne-sur-Loire, Maumusson, Mésanger, Montrelais, Oudon, Pannecé, Le Pin, Pouillé-les-Côteaux, La Roche-Blanche, La Rouxière, Saint-Géréon, Saint-Herblon, Saint-Sulpice-des-Landes, Varades in Vritz sestavlja kanton Ancenis s sedežem v Ancenisu; slednji je tudi sedež okrožja Ancenis.

## Zanimivosti
- trdnjava château de Saint-Mars-la-Jaille iz 18. stoletja, naslednica prvotne utrdbe iz 14. stoletja, francoski zgodovinski spomenik od leta 1994,
- cerkev sv. Medarda,
- gozd la forêt de Saint-Mars-la-Jaille.